# Campoplex maximalus
Campoplex maximalus är en stekelart som beskrevs av Gupta och Maheshwary 1977. Campoplex maximalus ingår i släktet Campoplex och familjen brokparasitsteklar. Inga underarter finns listade.